# ただ君に晴れ
「ただ君に晴れ」（ただきみにはれ）は、日本のロックバンドヨルシカの楽曲。ミュージックビデオは2018年5月4日に公開された。この楽曲は2018年5月9日にU＆R recordsより発売された2ndミニアルバム「負け犬にアンコールはいらない」に収録されている。
2019年12月に開催された、さよなら たりないふたり～みなとみらいであいましょう～のオープニングVTRのBGMとして採用された。
2020年8月現在でYouTubeのミュージックビデオは再生回数1億回を突破した。
2020年10月、ストリーミングサービスでの累計再生回数が1億回を突破した（Billboard JAPAN調べ）。ヨルシカにとって初のストリーミング1億回再生超え楽曲となった。

## チャート成績

### 認定と売上
|                                | 認定 (RIAJ)      | 売上/再生回数      |
| ------------------------------ | ---------------- | ------------------ |
| ストリーミング                 | ダブル・プラチナ | 200,000,000 回再生 |
| *認定のみに基づく売上/再生回数 |                  |                    |

## カバー
- 森内寛樹 - カバーアルバム『Sing;est』に収録。